# Ce am descoperit
„Ce am descoperit” ("What We Found") este o nuveletă științifico-fantastică scrisă de Geoff Ryman, publicată pentru prima dată în 2011, în The Magazine of Fantasy & Science Fiction.
A câștigat Premiul Nebula din 2012 pentru cea mai bună nuveletă  și a fost nominalizat la Premiul Hugo pentru cea mai bună nuveletă în 2012. A fost inclusă în The Year's Best Science Fiction: Twenty-Ninth Annual Collection de Gardner Dozois . 

## Sinopsis
Un om de știință nigerian spune povestea copilăriei sale abuzive într-o familie sfâșiată de minciuni și boli mintale și despre modul în care acest lucru l-a determinat să devină un om de știință care a făcut o descoperire care va schimba lumea. 

## Vezi și
- 2011 în științifico-fantastic